# Maria Josep Colomer i Luque
Maria Josep Colomer i Luque (Barcelona, 31 de março de 1913 - Surrey, Inglaterra, 25 de maio de 2004), mais conhecida como Mari Pepa Colomer, é uma das pioneiras da aviação espanhola. Com frequência é considera a primeira espanhola a obter a licença oficial de piloto em 1931 e a primeira mulher instrutora de voo de Espanha, contudo, a 24 de novembro de 1928 María Bernaldo de Quirós obteve a licença de piloto em Escola Nacional Aeronáutica de Madrid.

## Biografia
Estudou no Instituto de Cultura e Biblioteca Popular da Mulher, instituição que tinha fundado em 1909 Francisca Bonnemaison, com a intenção de dar instrução às mulheres operárias para que pudessem aprender um oficio e exercer depois a sua profissão. Desde pequena, já queria voar e ia de bicicleta até ao aeródromo de Catalunha e ali experimentava os aviões vigiada pelos mecânicos.
Em maio de 1930, ingressa na Escola de Aviação de Barcelona. Com apenas 17 anos, e depois de realizar as sessenta horas de voo regulamentares, a 19 de janeiro de 1931, obtém a licença oficial de piloto. Sua nomeação gerou uma grande expectativa, apareceu na capa do diário La Vanguardia e a Diputación de Barcelona fez-lhe uma homenagem. 
Depois da obtenção do título, para conseguir experiência profissional e demonstrar que estava ao mesmo nível que o resto de pilotos (homens) que a rodeavam, participou em vários concursos de pilotos amadores e no II Concurso de Aviação de Cardedeu, naquela época muito reconhecido no mundo da aviação civil. Em 1932, foi criada a escola de Pilots Militars da Generalitat e em outubro desse mesmo ano, saltaria à fama ao conseguir aterrar um Zeppelin no aeródromo de Barcelona, o que foi todo um acontecimento. Entre as muitas pessoas assistentes ao evento encontrava-se uma jovem, Dolors Vives Rodón, conhecida como Lolita Vives, quem não demoraria em seguir seus passos como outra das pioneiras da aviação espanhola. Três anos depois, em 1935, Mari Pepa converter-se-ia na primeira mulher instrutora de voo espanhola.  Em 1936 criou, junto com outros colegas, a primeira Cooperativa de Trabalho Aéreo de Catalunha e a Escola Catalã de Aviação, onde deu aulas também.
Com o início da Guerra Civil Espanhola, começou a fazer parte da Escola de Pilotos da Generalitat de Catalunha, com a faixa de auxiliar de primeira categoria do Serviço Aeronáutico onde trabalhava formando novos pilotos para as Forças Aéreas da República Espanhola. Chegou a ter faixa de oficial do Exército e desenvolveu funções como instrutora de pilotos de guerra, piloto de abastecimento, ambulância e propaganda. Depois de ajudar a cruzar a fronteira hispano-francesa a milhares de exilados republicanos, no final da guerra é ela mesma a que se exila, junto ao que tinha sido seu professor, o piloto Josep Maria Carreras y Dexeus, que converter-se-ia posteriormente em seu marido. Primeiro mudar-se-iam para Toulouse e depois para Inglaterra, onde viveu o resto de sua vida. Não voltou a pilotar nunca mais um avião e quando se lhe perguntava por que, sua resposta sempre foi que em Inglaterra não tinha trabalho para ela como piloto.
No mês de março do ano 2003, a Secretaria Geral do Desporto da Generalitat de Catalunha realizou uma homenagem à sua trajectória desportiva no mundo da aviação. Suas cinzas foram levadas ao cemitério de Reus.

## Reconhecimentos
- Há uma avenida que leva seu nome no  El Prat de LLobregat (Barcelona) e em Getafe (Madrid), uma rua em Casteldefels (Barcelona) e uma escola de educação infantil e primária no El Prat de Llobregat (Barcelona).